# ヤン・シャオナン
ヤン・シャオナン（閻 曉楠 えん きょうなん、簡体字:闫晓楠、拼音:Yán Xiǎonán、1989年6月16日 - ）は、中国の女性総合格闘家。遼寧省瀋陽市出身。チャイナ・トップチーム/エクストリーム散打所属。UFC世界女子ストロー級ランキング3位。UFC女子パウンド・フォー・パウンド・ランキング13位。

## 来歴
幼少時代に散打、2009年から総合格闘技のトレーニングを始め、2015年に総合格闘技に転向した。
2009年、プロ総合格闘技デビューを果たし、ローカル団体で10勝1敗1無効試合の戦績を収める。

### UFC
2017年11月25日、UFC初参戦となったUFC Fight Night: Bisping vs. Gastelumでケイリン・カランと対戦し、3-0の判定勝ち。
2018年11月24日、UFC Fight Night: Blaydes vs. Ngannou 2で朱里と対戦し、3-0の判定勝ち。
2020年2月23日、UFC Fight Night: Felder vs. Hookerでストロー級ランキング14位のカロリーナ・コバケビッチと対戦し、3-0の判定勝ち。
2020年11月7日、UFC Fight Night: Santos vs. Teixeiraでストロー級ランキング4位のクラウディア・ガデーリャと対戦し、3-0の判定勝ち。UFC参戦後6連勝となった。
2021年5月22日、UFC Fight Night: Font vs. Garbrandtで女子ストロー級ランキング4位のカーラ・エスパルザと対戦し、パウンドで2RTKO負け。UFC初黒星を喫した。
2022年3月5日、UFC 272で女子ストロー級ランキング3位のマリナ・ロドリゲスと対戦し、1-2の判定負け。
2022年10月1日、UFC Fight Night: Dern vs. Yanで女子ストロー級ランキング5位のマッケンジー・ダーンと対戦し、2-0の5R判定勝ち。
2023年5月6日、UFC 288で女子ストロー級ランキング4位の元UFC世界女子ストロー級王者ジェシカ・アンドラージで対戦し、カウンターの右ストレートでダウンを奪いパウンドで1RTKO勝ち。パフォーマンス・オブ・ザ・ナイトを受賞した。
2024年4月13日、UFC 300のUFC世界ストロー級タイトルマッチで王者ジャン・ウェイリーに挑戦。パンチで2度ダウンを奪うも、グラウンドで劣勢となり0-3の5R判定負け。王座獲得に失敗した。この試合はUFCのタイトルマッチ史上初となる中国人同士の対戦であった。

## 戦績
| 総合格闘技 戦績 | 総合格闘技 戦績 | 総合格闘技 戦績 | 総合格闘技 戦績 | 総合格闘技 戦績 | 総合格闘技 戦績 | 総合格闘技 戦績 |
| --------------- | --------------- | --------------- | --------------- | --------------- | --------------- | --------------- |
| 24 試合         | (T)KO           | 一本            | 判定            | その他          | 引き分け        | 無効試合        |
| 18 勝           | 7               | 1               | 10              | 0               | 0               | 1               |
| 5 敗            | 1               | 1               | 3               | 0               | 0               | 1               |

| 勝敗 | 対戦相手                 | 試合結果                                             | 大会名                                                            | 開催年月日     |
| ×    | ビルナ・ジャンジロバ     | 5分3R終了 判定0-3                                    | UFC 314: Volkanovski vs. Lopes                                    | 2025年4月12日  |
| ○    | タバサ・リッチ           | 5分3R終了 判定3-0                                    | UFC Fight Night: Yan vs. Figueiredo                               | 2024年11月23日 |
| ×    | ジャン・ウェイリー       | 5分5R終了 判定0-3                                    | UFC 300: Pereira vs. Hill 【UFC世界女子ストロー級タイトルマッチ】 | 2024年4月13日  |
| ○    | ジェシカ・アンドラージ   | 1R 2:20 TKO（右ストレート→パウンド）                 | UFC 288: Sterling vs. Cejudo                                      | 2023年5月6日   |
| ○    | マッケンジー・ダーン     | 5分3R終了 判定2-0                                    | UFC Fight Night: Dern vs. Yan                                     | 2022年10月1日  |
| ×    | マリナ・ロドリゲス       | 5分3R終了 判定1-2                                    | UFC 272: Covington vs. Masvidal                                   | 2022年3月5日   |
| ×    | カーラ・エスパルザ       | 2R 2:59 TKO（パウンド）                              | UFC Fight Night: Font vs. Garbrandt                               | 2021年5月21日  |
| ○    | クラウディア・ガデーリャ | 5分3R終了 判定3-0                                    | UFC Fight Night: Santos vs. Teixeira                              | 2020年11月7日  |
| ○    | カロリーナ・コバケビッチ | 5分3R終了 判定3-0                                    | UFC Fight Night: Felder vs. Hooker                                | 2020年2月23日  |
| ○    | アンジェラ・ヒル         | 5分3R終了 判定3-0                                    | UFC 238: Cejudo vs. Moraes                                        | 2019年6月8日   |
| ○    | 朱里                     | 5分3R終了 判定3-0                                    | UFC Fight Night: Blaydes vs. Ngannou 2                            | 2018年11月24日 |
| ○    | ビビアン・ペレイラ       | 5分3R終了 判定3-0                                    | UFC Fight Night: Cowboy vs. Edwards                               | 2018年6月23日  |
| ○    | ケイリン・カラン         | 5分3R終了 判定3-0                                    | UFC Fight Night: Bisping vs. Gastelum                             | 2017年11月25日 |
| -    | 藤野恵実                 | 1R 2:48 ノーコンテスト（偶発的な頭突きによるカット） | Road FC 34                                                        | 2016年11月19日 |
| ○    | シェンヂェン・ルオ       | 1R アームバー                                        | Zhenghan Wind Cup                                                 | 2016年6月26日  |
| ○    | リン・ソヒ               | 1R 3:28 TKO（左サイドキック→左フック）               | Road FC 30                                                        | 2016年4月16日  |
| ○    | オムニア・ガマル         | 1R 0:23 TKO（パンチ）                                | IWFC Beat 365: Changbai Mountain Hero List                        | 2016年1月31日  |
| ○    | ナム・イェヒョン         | 5分2R終了 判定3-0                                    | Road FC 27                                                        | 2015年12月26日 |
| ○    | バヤルマ・ムンフゲレル   | 1R KO（パンチ）                                      | WKF: Zhong Wu Fight Night                                         | 2015年10月30日 |
| ○    | ドロレス・ミーク         | 1R 3:25 TKO（スタンドパンチ連打）                    | URCC 26                                                           | 2015年7月15日  |
| ○    | ワン・シャオイン         | 2R 0:29 TKO（パンチ）                                | Xian Sports University: Ultimate Wrestle                          | 2010年10月30日 |
| ×    | カリーナ・ハリナン       | 1R 3:29 リアネイキドチョーク                         | Martial Combat 10                                                 | 2010年9月16日  |
| ○    | ジーナ・イニオン         | 5分3R終了 判定3-0                                    | Martial Combat 6                                                  | 2010年7月15日  |
| ○    | ジン・タン               | 1R 0:29 TKO（パウンド）                              | Xian Sports University: Ultimate Wrestle                          | 2009年11月21日 |

## 表彰
- UFC パフォーマンス・オブ・ザ・ナイト（1回）